# Comuna de Konarzyny
Konarzyny (polaco: Gmina Konarzyny) é uma gminy (comuna) na Polónia, na voivodia de Pomerânia e no condado de Chojnicki. A sede do condado é a cidade de Konarzyny.
De acordo com os censos de 2004, a comuna tem 2143 habitantes, com uma densidade 20,6 hab/km².

## Área
Estende-se por uma área de 104,27 km², incluindo:
- área agricola: 38%
- área florestal: 54%

## Demografia
Dados de 30 de Junho 2004:
|                      | Total   | Total | Mulheres | Mulheres | Homens  | Homens |
| -------------------- | ------- | ----- | -------- | -------- | ------- | ------ |
|                      | pessoas | %     | pessoas  | %        | pessoas | %      |
| População            | 2143    | 100   | 1049     | 49       | 1094    | 51     |
| Densidade (pop./km²) | 20,6    | 100   | 10,1     | 10,1     | 10,5    | 10,5   |

De acordo com dados de 2002, o rendimento médio per capita ascendia a 1534,64 zł.

## Comunas vizinhas
- Chojnice, Człuchów, Lipnica, Przechlewo